# 龍鵠山摩崖造像
龍鵠山摩崖造像位於四川省眉山市洪雅縣（現劃歸丹稜縣），文物遺址年代判定為唐代。1961年7月13日公佈為四川省文物保護單位。1980年重新公佈文物保護單位時將其遺漏，既未列入，也未列入註銷名單。1991年4月16日公佈龍鵠山《松柏之銘》碑及摩崖造像為四川省第三批文物保護單位。2002年12月27日公布鄭山摩崖造像為四川省第六批省級文物保護單位。併入到龍皓山松柏之銘碑及摩崖造像。

## 簡介
龍鵠山造像位於丹稜縣縣城東北9公里處的唐河鄉龍鵠村所屬的龍鵠山山腰上，系道教造像，計有44龕窟，絕大部分鑿造於盛唐時期。儘管部分龕窟受到自然風化的損壞，但盛唐風格依然引人注目。此處造像的題材多為天尊、老君，或老君、天尊像共一龕(窟)。第24號窟中有「天寶九載」(750年)女冠成無為《植松柏山銘》碑。